# Kyōkai no Rinne
Rin-ne (境界のRINNE, Kyōkai no Rinne?) é um mangá japonês escrito e desenhado por Rumiko Takahashi.
Sua publicação começou na Revista Shogakukan Weekly Shõnen Sunday em 22 de Abril de 2009. A série conta a história de Sakura Mamiya, uma garota que ganhou o poder de ver fantasmas depois de um incidente quando criança, e seu colega de classe Rokudou Rinne, um garoto meio humano e meio shinigami que ajuda os espíritos a cortar seus laços com o mundo e finalmente passar pela roda de samsara, e renascerem. O mangá foi licenciado pela Viz Media, e está sendo lançado simultaneamente, os capítulos do mangá, para leitura online em inglês, assim como é lançado semanalmente no Japão.

## Anime
Quando criança, Mamiya Sakura misteriosamente desapareceu na floresta atrás da casa de sua avó. Ela voltou sã e salva mas, desde então, ganhou o poder de ver fantasmas. Agora, ela é uma adolescente que apenas deseja ser deixada em paz pelos fantasmas. Na escola, a mesa ao lado de Sakura está vazia desde o começo do ano escolar, então, certo dia, seu colega de classe sempre ausente aparece, mas ele é muito mais do que aparenta ser.

## Personagens

### Rinne Rokudo
Rinne Rokudo ( 六道りんねRokudo Rinne ? ). Ele é o protagonista da história. Rinne é uma mistura menino do património humano e shinigami que reside no mundo humano, apesar do convite de sua avó para viver com ela. Anteriormente, ele vivia com o avô, até que ele morreu e acabou tomando-se como um clube residência abandonada está participando prédio da escola. Desempenha as funções de um Shinigami em nome de sua avó, mas requer ferramentas que um shinigami verdade não precisa e que são caros, muitas vezes equivalente a ¥ 500 e ¥ 1.000. Ele também tem um haori especial ( Yomi no Haori ou túnica do Submundo). Esta capa permite que você não seja visto por pessoas normais e voar, e quando revertida, pode se tornar um fantasma em um sólido. Como é falta de dinheiro, ele não só está disposto a recolher dinheiro, comida ou qualquer tipo de oferecer aos alunos que deixam na estação meteorológica, mas também se recusa a gastar dinheiro com aluguel, uniformes ou muitas outras necessidades comuns. É sempre muito feliz quando você dá algo. A dívida que está pagando não devido a sua avó, mas por causa de seu pai, que usa todo o seu dinheiro. O nome de Rinne é retirado de "Rinne", o ciclo da ressurreição presente no budismo e Rokudo, seis caminhos que compõem -lo .
À medida que a história avança, Rinne começa a desenvolver alguns sentimentos por Sakura. Mais tarde, na manga, a história se concentra mais em Sakura Rinne, que assume um papel mais passivo. sentimentos de Rinne para Sakura são muito óbvio quando mostrado quando ele fica nervoso ou protetor com ela durante certas situações. O Tsubasa não gosta por causa de suas formas repulsivas de fantasmas exorcizar e porque os afetos de Sakura Tsubasa. Ele também está chateado com Ageha enquanto ela está constantemente a tentar ganhar o seu afeto por vários métodos que incluem a captura em uma suíte de lua de mel que ela pudesse ter momento romântico com ele. Rinne se preocupam com suas notas na escola, como mostrado no capítulo 152.

### Sakura Mamiya
Sakura Mamiya ( 真宮桜Mamiya Sakura ? ). É a co-protagonista da história. Quando era pequena, Sakura foi enganada por um damashigami (q ao contrário dos shinigamis, roubam almas de pessoas ainda vivas), que queria para levá-la para o mundo dos mortos prematuramente e assim fazê-la reencarnar. No entanto, ela retorna com a ajuda de Tamako (avó de Rinne), mas ao comer alimentos no mundo dos mortos, Sakura adquire a capacidade de ver fantasmas e seres espirituais. Com isso, ela é o único ser humano que inicialmente pode ver Rinne (já que ele usava o haori ). É uma menina delicada, generosa e muito calma, de bom caráter, que não hesita para alertar e ajudar a Rinne, se encontrar um fantasma que causa problemas para seus amigos. Movendo capítulos, você pode ver que começa a cair para Rinne.

### Rokumon
Rokumon ( 六文? ) . É o gato preto que é mantido sob um contrato com Rinne. Estes gatos são contratos com shinigamis, ajudando no seu trabalho, como a remoção de espíritos malignos, mas também trazer maldições, ameaças e maus presságios. Ele ajuda o menino para lutar contra os damashigamis e fantasmas do mal. Ele afirma queforam enviados por Tamako para formar um contrato com Rinne, à qual este recusa, não ter os recursos para apoiar o assistente. Então Sakura aparece e revela a verdadeira razão dos deveres de shinigami Rinne, enquanto Rinne encontra uma carta, ele descobriu a verdade sobre ele: Tamako o demitiu e foi em busca de apoio de Rinne. Com o tempo, os dois formam um contrato com o fundamento de que Rokumon cobrir suas próprias despesas. Não parece que gosta de Tsubasa. Ele pode ser transformado em um gato gigante, que tem sido útil para afastar os curiosos. Ele também pode ser transformado em um gatinho adorável e é muito útil porque as pessoas atender bem. Sua relação com Sakura é muito agradável e, sem dúvida, ajudar a Rinne no seu relacionamento com ele.

### Tamako
Tamako ( 魂子? ) . É um shinigami alta classe e avó de Rinne. Antes, era que tinha um contrato com Rokumon, mas acabou por demiti-lo para torná-lo com Rinne. Tamako aparece para ser um 17 anos de idade e odeia ser dito "avó", insistindo em ser chamado de "senhorita", embora seu personagem é alegre. Ele havia se casado com um homem que estava prestes a morrer, é por isso que você tem que pagar uma dívida, mas o fim está a cargo de Rinne (uma das razões pelas quais Rinne é pobre, mas, no capítulo 31, você vê que a dívida é paga fora , e também revelou que a razão para a pobreza da pobreza Rinne tem a ver com seu pai (Filho de Tamako)). Ela tenta fazer com que seu neto vai viver com ela, e até mesmo ajudá-lo em seu trabalho; ela recebe uma máscara assustadora e aparece nos sonhos de colegas Rinne e ameaçar, muito ao desgosto de Rinne.

### Tsubasa Jumonji
Tsubasa Jumonji ( 十文字翼Jumonji Tsubasa ? ) . Ele vem de uma família de exorcistas . Como Sakura, você pode ver fantasmas, mas pensa que todos os fantasmas são maus e muitas vezes brutalmente ataca -los com as suas "cinzas sagradas" em vez de tentar colocá-los para descansar. Como uma criança, ela teve que se mudar para inúmeros locais para a sua família, e porque ele viu fantasmas, eu não poderia fazer amigos. No entanto, um dia ele descobriu que Sakura (que foi companheiro de sua escola na época) também pode ver fantasmas e ficou tão impressionado com isso que caiu imediatamente no amor com ela, mas, em seguida, teve que se mudar novamente, no entanto, nunca ele esqueceu. Desde que se mudou para a escola de Sakura, ele tentou inúmeras vezes que Sakura carinho apropriado e tem ciúmes do tempo que ela e Rinne passaram juntos, e assim começa a se juntar a eles em seus casos com fantasmas. Desde que entrou para o grupo percebeu que nem todos os fantasmas são ruins e tem sido mais indulgente para com alguns. Ele tende a tirar conclusões muito rápido, especialmente quando algo diz respeito à relação Rinne e Sakura. Rinne considera seu rival pelo amor dela, mas também tem alguns estima, mas não gosta de admitir isso .

### Masato
Masato ( 正人Masato ? ) . É um demônio que detesta Rinne desde a infância, que um dia seu professor pediu para trazer uma alma para o inferno, mas quando ele tem a ver com um coelho, Rinne impedido morreu exorcizar Masato com uma cruz abençoada causando uma ferida cabeça, desde então, tem um problema com a escrita de diversas palavras de ortografia ruim. Masato muitas vezes recorrem ao uso de sua fortuna como uma vantagem sobre o Rinne empobrecida, mas apesar de sua riqueza, a sua astúcia parece um pouco escassas, e armadilhas cuidadosamente plotados são infantis e pode facilmente virar contra ele.

### Sabato Rokudo
Sabato Rokudo ( 六道サバトRokudo Sabato ? ) . Ele é o líder da empresa damashigami e pai de Rinne, um exemplo muito ruim porque é um mulherengo, por assim Rinne não se importa ferido, ele permite que você informe presentes que compram suas namoradas para ele, também, que ele tem em dívida (outra razão pela qual Rinne é pobre ou indiscutivelmente o principal). Ele tem um Kyuketsukasha (que significa "sanguessuga Roda Fire"), que é uma roda cercado pelo fogo, pode convertê-lo toca ou esfrega dinheiro (como vale o objeto). Rinne tem uma grande semelhança física com ele.

### Ageha
Ageha ( アゲハageha ? ) . É um shinigami que aparece de vez em quando, dizendo a sua irmã mais velha desapareceu porque foi com o namorado e desde then're olhando para . Embora ele é corajoso e sempre tem boas intenções, é muito impulsivo e inocente. Rinne começa a cair porque, em um incidente que ele a salvou, mas apenas porque havia uma recompensa envolvido, então ela entendeu errado, pensando que ele tinha feito para ela. Sabe aquela sensação que você tem para Rinne é correspondido. Mas faz de tudo para fazer você cair no amor com ela.

### Oboro
Oboro ( ? ) . É o gato preto que está sob contrato com Ageha. Este tem já vindo a servir várias gerações desta família ricachona shinigami . Uma vez que eles eram pequenos, eles tocaram e se divertiram juntos, mas um evento em que Ageha deixou Oboro, que estava preso por uma pedra durante 1 ano, terminou a ira de gato e pensou em vingar dela. Depois de vários conflitos, o fim Oboro, eventualmente, continuar a servir Ageha, que anteriormente só tinha em mente para quebrar o contrato no fim de livrar-se doshinigami . No entanto eles conseguiram para chegar a um acordo e trabalhar em conjunto, embora sempre parece fazer o oposto.

### Lista de Episódios

#### 1ª Temporada
| N.º | Título Título original | Exibição original      |
| --- | --- | ---------------------- |
| 1   | "Estudante Misterioso" Transliteração: "Nazo no Kurasumēto" (em japonês: 謎のクラスメート)                                                              | 4 de Abril de 2015     |
| 2   | "Memórias da Pedra Vermelha" Transliteração: "Akai Wa no Kioku" (em japonês: 赤い輪の記憶)                                                              | 11 de Abril de 2015    |
| 3   | "Assombração do Prédio dos Clubes" Transliteração: "Kurabu Tō no Kai" (em japonês: クラブ棟の怪)                                                        | 18 de Abril de 2015    |
| 4   | "Se Pudermos Ser Amigos" Transliteração: "Tomodachi Kara de Yokereba" (em japonês: 友だちからで良ければ)                                                | 25 de Abril de 2015    |
| 5   | "Hanako-san do Banheiro" Transliteração: "Toire no Hanako-san" (em japonês: トイレの花子さん)                                                           | 2 de Maio de 2015      |
| 6   | "As Vozes do Santuário" Transliteração: "Hokora no Koe" (em japonês: 祠の声)                                                                            | 9 de Maio de 2015      |
| 7   | "A Maldição da Gaiola do Coelho" Transliteração: "Usagi Koya no In'nen" (em japonês: ウサギ小屋の因縁)                                                  | 16 de Maio de 2015     |
| 8   | "Bem-Vindo ao Inferno!" Transliteração: "Yōkoso Jigoku e!" (em japonês: ようこそ地獄へ!)                                                                | 23 de Maio de 2015     |
| 9   | "O Desapontamento da Peruca e a Tentação da Abóbora" Transliteração: "Katsura no Munen to Kabocha no Yūwaku" (em japonês: カツラの無念とカボチャの誘惑) | 30 de Maio de 2015     |
| 10  | "Companhia Damashigami" Transliteração: "Damashigami Kanpanī" (em japonês: 堕魔死神カンパニー)                                                          | 7 de Junho de 2015     |
| 11  | "Nomeação do Jovem Presidente!?" Transliteração: "Waka Shachō Shūninshiki!?" (em japonês: 若社長就任式!?)                                               | 14 de Junho de 2015    |
| 12  | "Ageha, Shinigami" Transliteração: "Shinigami Ageha" (em japonês: 死神 鳳)                                                                              | 21 de Junho de 2015    |
| 13  | "Irritante" Transliteração: "Kudoi" (em japonês: くどい)                                                                                                | 28 de Junho de 2015    |
| 14  | "Não é um Encontro!" Transliteração: "Deito de wa Nai!" (em japonês: デートではない!)                                                                   | 5 de Julho de 2015     |
| 15  | "Muito Obrigado" Transliteração: "Akumade Orei" (em japonês: あくまでお礼)                                                                              | 12 de Julho de 2015    |
| 16  | "Memórias do Cedro Assombrado" Transliteração: "Obake Sugi no Omoide" (em japonês: おばけ杉の思い出)                                                    | 19 de Julho de 2015    |
| 17  | "A Maldição da Pedra do Poder" Transliteração: "Pawā Sutōn no Noroi" (em japonês: パワーストーンの呪い)                                                 | 26 de Julho de 2015    |
| 18  | "Shirushigami Kain" Transliteração: "Shirushigami Kain" (em japonês: 記死神 架印)                                                                       | 2 de Agosto de 2015    |
| 19  | "Dentro da Caixa" Transliteração: "Hako no Naka" (em japonês: 箱の中)                                                                                   | 9 de Agosto de 2015    |
| 20  | "Uma Casa Sem Espíritos" Transliteração: "Rei no Konai Ie" (em japonês: 霊の来ない家)                                                                   | 16 de Agosto de 2015   |
| 21  | "Tragédia M" Transliteração: "Emu no Higeki" (em japonês: Mの悲劇)                                                                                      | 23 de Agosto de 2015   |
| 22  | "Natal no Lugar Abandonado" Transliteração: "Haioku de Merī Kurisumasu" (em japonês: 廃屋のメリークリスマス)                                            | 30 de Agosto de 2015   |
| 23  | "Armadilha da Raposa" Transliteração: "Kizune Otoshi" (em japonês: 狐おとし)                                                                            | 6 de Setembro de 2015  |
| 24  | "Espirito do Lámen" Transliteração: "Rāmen Kaedama" (em japonês: ラーメンかえ魂)                                                                        | 13 de Setembro de 2015 |
| 25  | "Alvo: Sakura" Transliteração: "Tāgetto wa Sakura" (em japonês: ターゲットは桜)                                                                         | 19 de Setembro de 2015 |

#### 2ª Temporada
| N.º | Título Título original | Exibição original      |
| --- | --- | ---------------------- |
| 26  | "Gato Preto Oboro" Transliteração: "Kuro Neko Oboro" (em japonês: 黒猫朧) | 9 de Abril de 2016     |
| 27  | "Casaco de Sonhos" Transliteração: "Yume no Kōto" (em japonês: 夢のコート) | 16 de Abril de 2016    |
| 28  | "Taxa de Reunião Esgotada" Transliteração: "Kieta Kaihi" (em japonês: 消えた会費) | 23 de Abril de 2016    |
| 29  | "Canção de Amor" Transliteração: "Ai no Uta" (em japonês: 愛の歌) | 30 de Abril de 2016    |
| 30  | "Recuperando Memórias" Transliteração: "Omoide Hakkutsu" (em japonês: 思い出発掘) | 7 de Maio de 2016      |
| 31  | "Treinamento em casa de família" Transliteração: "hōmusutei jisshū" (em japonês: ホームステイ実習) | 14 de Maio de 2016     |
| 32  | "Responsabilidade de supervisão" Transliteração: "kantoku sekinin" (em japonês: 監督責任) | 21 de Maio de 2016     |
| 33  | "Boneca Amaldiçoada" Transliteração: "noroi no wara ningyō" (em japonês: 呪いのワラ人形) | 28 de Maio de 2016     |
| 34  | "Templo crescente para foice" Transliteração: "kama não kotonara Mikazuki dō" (em japonês: 鎌の事なら三日月堂) | 4 de Junho de 2016     |
| 35  | "Gato preto 6 Dan" Transliteração: "kuro neko roku dan" (em japonês: 黒猫六段) | 11 de Junho de 2016    |
| 36  | "Mistério do Festival de Verão" Transliteração: "natsu matsuri no kai" (em japonês: 夏祭りの怪) | 18 de Junho de 2016    |
| 37  | "Barco de borracha fantasma / Algo no túnel /Bem-vindo a Nehanya" Transliteração: "Yurei gomubōto / tonneru ni nani ka iru / nehanka ( ne hanya ) e Yokoso !" (em japonês: 幽霊ゴムボート/トンネルに何かいる/涅槃家 （ねはんや）へようこそ！) | 25 de Junho de 2016    |
| 38  | "Estudante de transferência misteriosa" Transliteração: "nazo no tenkōsei" (em japonês: 謎の転校生) | 2 de Julho de 2016     |
| 39  | "Vingança da Rengue" Transliteração: "RENGE não Fukushu ( Fukushu )" (em japonês: れんげの復讐（ふくしゅう）) | 9 de Julho de 2016     |
| 40  | "Creme de recuperação / boato / caça aos cogumelos" Transliteração: "rikabarīkurīmu / uwasa（ uwasa ）/ kinoko kari" (em japonês: リカバリークリーム/噂 （うわさ）/キノコ狩り)                                                                | 16 de Julho de 2016    |
| 41  | "Conjunto de catástrofe" Transliteração: "hakyoku setto" (em japonês: 破局セット) | 23 de Julho de 2016    |
| 42  | "Alunos da escola primária de Shinigami" Transliteração: "shinigami shōgakkō dōsōkai" (em japonês: 死神小学校同窓会) | 30 de Julho de 2016    |
| 43  | "Teste de etapa de gato preto" Transliteração: "kuro neko dani tesuto" (em japonês: 黒猫段位テスト) | 6 de Agosto de 2016    |
| 44  | "MVC" | 13 de Agosto de 2016   |
| 45  | "Nabe e devocional / diabo tipo A Shinigami tipo B" Transliteração: "nabe para bugyō / akuma eigata shinigami bīgata" (em japonês: 鍋と奉行/悪魔Ａ型 死神Ｂ型)                                                                                | 20 de Agosto de 2016   |
| 46  | "Lenço, eu vou te dar / esperar no link" Transliteração: "mafurā , agemasu / rinku de matteru" (em japonês: マフラー、あげます/リンクで待ってる)                                                                                              | =27 de Agosto de 2016  |
| 47  | "Ainda naquela época" Transliteração: "ano koro （ koro ） no mama …" (em japonês: あの頃（ころ）のまま…) | 3 de Setembro de 2016  |
| 48  | "Shinigami Sakura!?" Transliteração: "shinigami sakura ! ?" (em japonês: 死神 桜！？) | 10 de Setembro de 2016 |
| 49  | "Matsugo de novo!?" Transliteração: "awa satoru ( matsu go ) Futatabi ! ?" (em japonês: 沫悟（まつご） 再び！？) | 17 de Setembro de 2016 |
| 50  | "Sakura apostando" Transliteração: "Sakura no Kake" (em japonês: 桜の賭け) | 24 de Setembro de 2016 |

#### 3ª Temporada
| N.º | Título Título original | Exibição original      |
| --- | --- | ---------------------- |
| 51  | "Licença Gold" Transliteração: "gōrudo raisensu" (em japonês: ゴールドライセンス) | 8 de Abril de 2017     |
| 52  | "Ás amaldiçoado / Draw me" Transliteração: "norowareta usu ／ watashi o egaite" (em japonês: 呪われたエース／私を描いて) | 15 de Abril de 2017    |
| 53  | "Anéis de Rinne Limpeza Simultânea / Infinito Luminoso / Filhote na Chuva" Transliteração: "rinne （ rinne ） no wa issei seisō ／ urami mugendai ／ ame no naka no koinu" (em japonês: 輪廻（りんね）の輪 一斉清掃／恨み無限大／雨の中の子犬) | 22 de Abril de 2017    |
| 54  | "Irmã do Shopping Center" Transliteração: "shoppingu mōru no ane" (em japonês: ショッピングモールの姉) | 29 de Abril de 2017    |
| 55  | "Kuroboshi III / Tsubo de boa sorte / Brotos de bambu de cor arco-íris" Transliteração: "san SEI / Kaiun não tsubo (tsu bo ) / nijishoku não takenoko" (em japonês: 黒星三世／開運の壺（つぼ）／虹色のタケノコ)                                | 6 de Maio de 2017      |
| 56  | "Espírito de proteção especial Pássaro / Noiva de junho / Inferno seguro" Transliteração: "tokubetsu Hogo reichō / Jun buraido / jigoku não kinko" (em japonês: 特別保護霊鳥／ジューンブライド／地獄の金庫)                                    | 13 de Maio de 2017     |
| 57  | "Pedra Errante do Poder / Poltergeist / Shintokai Taboo" Transliteração: "samayoeru pawā sutōn ／ porutāgaisuto ／ shinigamikai no tabū" (em japonês: さまよえるパワーストーン／ポルターガイスト／死神界のタブー)                              | 20 de Maio de 2017     |
| 58  | "Aberto após 7 dias / Silver Kama / Prince Shinigami" Transliteração: "nana nichi tattara akeru koto ／ giniro no kama ／ shinigami ōji" (em japonês: 七日たったら開けること／銀色のカマ／死神王子)                                            | 27 de Maio de 2017     |
| 59  | "Peça desculpas entre Buda / Deusa da Sabedoria / Rio Treasure" Transliteração: "butsuma de ayamare / chie não Megami / Takara não kawa" (em japonês: 仏間で謝れ／知恵の女神／宝の川)                                                          | 3 de Junho de 2017     |
| 60  | "1ª Reunião da Associação / Profecia de Imaiki" Transliteração: "dai ichi kai kumiai taikai ／ imawashiki yogen" (em japonês: 第一回組合大会／いまわしき予言)                                                                                  | 10 de Junho de 2017    |
| 61  | "Mistério de Hanabata / Emprestando meu braço direito / Nota negra" Transliteração: "hanahata no nazo ／ uwan kashimasu ／ kuroi tsūchihyō" (em japonês: 花畑の謎／右腕貸します／黒い通知表)                                                   | 17 de Junho de 2017    |
| 62  | "Vila de Villa / Nasroman / Uma Pesquisa de Moeda" Transliteração: "não akuryō / nasu roman / wan koin Chosa" (em japonês: 別荘の悪霊／ナスロマン／ワンコイン調査)                                                                             | 24 de Junho de 2017    |
| 63  | "Donzela do Ceifador" Transliteração: "shinigami otome" (em japonês: 死神 乙女) | 7 de Julho de 2017     |
| 64  | "Mentira e verdade" Transliteração: "uso para shinjitsu" (em japonês: ウソと真実) | 8 de Julho de 2017     |
| 65  | "Kokkuri-san / Caixa Amaldiçoada / Não Gostou da Terceira" Transliteração: "kokkuri san ／ noroikinbako ／ kirawareta san sei" (em japonês: こっくりさん／呪金箱／嫌われた三世)                                                                | 15 de Julho de 2017    |
| 66  | "Maldição de Granulado / Peep Ball Amaldiçoado" Transliteração: "sanzai no noroi ／ norowareta nozokidama" (em japonês: 散財の呪い／呪われたのぞき玉)                                                                                          | 22 de Julho de 2017    |
| 67  | "Shinko / desejo para a lua / primeiro festival Saury" Transliteração: "kubi otoko ／ tsuki ni negai o ／ dai ichi kai sanma matsuri" (em japonês: 首男／月に願いを／第一回サンマ祭り)                                                         | 29 de Julho de 2017    |
| 68  | "Treinamento de armadilha dos sonhos" Transliteração: "muma hobaku jisshū" (em japonês: 夢魔捕縛実習) | 5 de Agosto de 2017    |
| 69  | "Vazio / declive errante / ondulações de Matsutake" Transliteração: "nakami ga nai ／ koshikudakezaka no kai ／ matsutake （ matsu take ） no hamon" (em japonês: 中身がない／腰砕け坂の怪／松茸（まつたけ）の波紋)                            | 12 de Agosto de 2017   |
| 70  | "Pena de Bênção / Kabayoshi-kun / Cassette Scream" Transliteração: "shukufuku no hane ／ kaba yoshi kun ／ kasettotēpu no himei" (em japonês: 祝福の羽／カバ吉くん／カセットテープの悲鳴)                                                      | 19 de Agosto de 2017   |
| 71  | "Atalho quadrado, preto / beco" Transliteração: "shikakukute kuroi yatsu / roji não chikamichi" (em japonês: 四角くて黒いやつ／路地の近道) | 26 de Agosto de 2017   |
| 72  | "Anel e Foca / Comida do Lado / Associação das Crianças do Gato Preto" Transliteração: "yubiwa to inkan ／ engawa no esa ／ kuro neko kodomokai" (em japonês: )                                                                                | 2 de Setembro de 2017  |
| 73  | "Kinki Wax / Maneko e Kotomi / A transferência ainda é?" Transliteração: "kimu un wakkusu ／ mane ko to koto yoshi ／ furikomi wa mada ka ！" (em japonês: 金運ワックス／マネ子とコト美／振り込みはまだか！)                                   | 9 de Setembro de 2017  |
| 74  | "Captura de copo suplementar / Kanetama / herança do espírito maligno" Transliteração: "hokaku Suimen / Kimu rei ( Kane dama ) / akuryō isan" (em japonês: 猛犬捕獲補習／金霊（かねだま）／悪霊遺産)                                           | 16 de Setembro de 2017 |
| 75  | "Promessa do submundo" Transliteração: "meikai no yakusoku" (em japonês: 冥界の約束) | 23 de Setembro de 2017 |